# Tsingtao

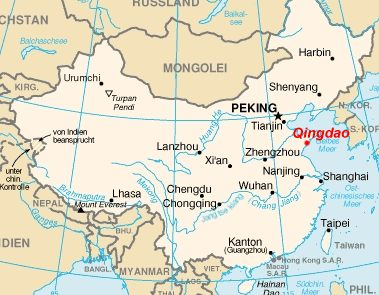
Situació de Tsingtao al mapa de la Xina.

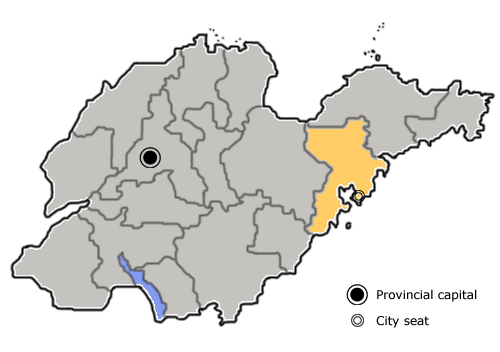
Qingdao dins la província de Shandong.

Qingdao (xinès simplificat: 青岛, xinès tradicional 青島, transcripció pinyin: Qīngdǎo, transcripció Wade-Giles: Ch'ing-tao), literalment "illa verda"), antigament era coneguda com a  Jiao'ào  (胶澳, 膠澳) i amb la grafia Tsingtao o també Tsingtau, és una ciutat subprovincial de la República Popular de la Xina, a l'est de la província de Shandong. Està situada a la península de Shandong i orientada en direcció a la Mar Groga. Actualment és un important port marítim, base naval i centre industrial. Entre 1898 i 1914 fou la capital de la concessió colonial alemanya de Jiaozhou (o Kiautschou). En aquesta ciutat es van realitzar part de les competicions nàutiques dels Jocs Olímpics d'Estiu de 2008.
Està situada a l'extrem sud de la Península de Shandong. La zona total sota jurisdicció de la ciutat ocupa una àrea de 10.654 km². El 2002, la població era de més de set milions d'habitants, dels quals 2,6 milions residien a la zona urbana. Altres 2,3 milions vivien en altres ciutats sota la jurisdicció de Qingdao i la resta en zones rurals.
La ciutat està localitzada en una zona de terres baixes envoltada de muntanyes. El punt més alt s'eleva 1.133 m sobre el nivell del mar. Qingdao té un total de 730,64 km de costa. Cinc importants rius passen per la regió.
Qingdao gaudeix d'un clima agradable, amb estius i hiverns moderats. La temperatura mitjana al juliol és de 23,8 °C, mentre que al gener és de -0,7 °C. La majoria de les pluges es produeixen en els mesos de juny i juliol, amb una mitjana de 150 mm.

## Història

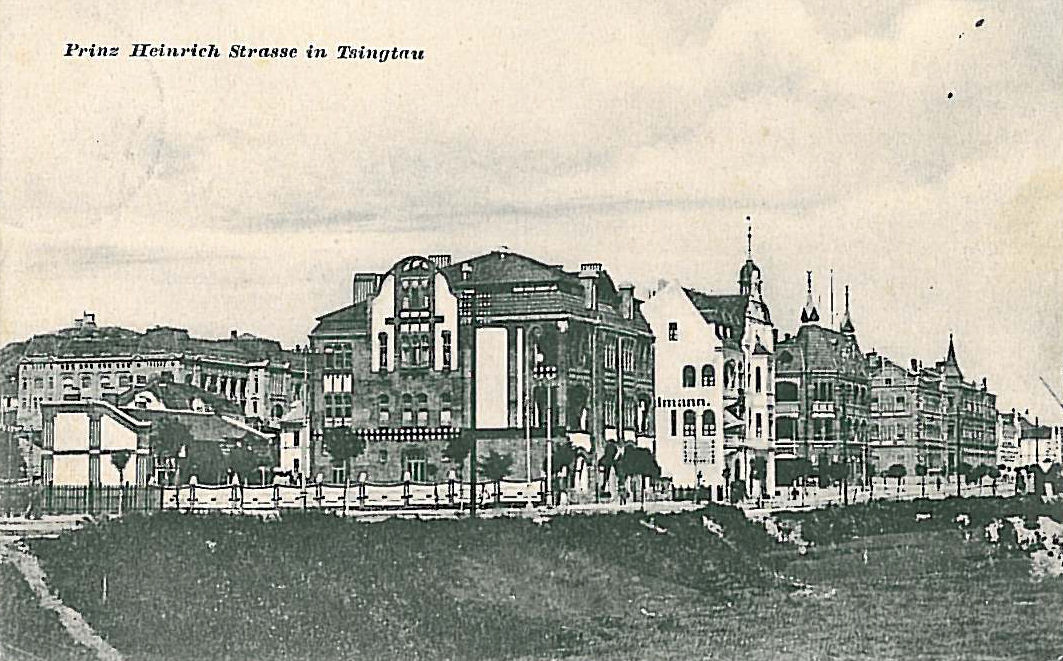
Prinz Heinrich Strasse - colonització alemanya

L'àrea en la qual està localitzada la ciutat de Qingdao va ser coneguda com a Jiao'ao  durant l'administració Qing.

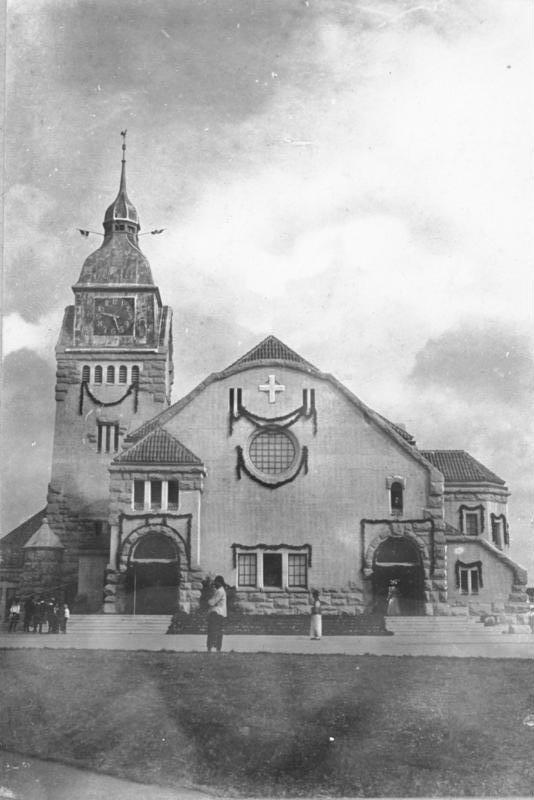
"Església Nova", la foto històrica

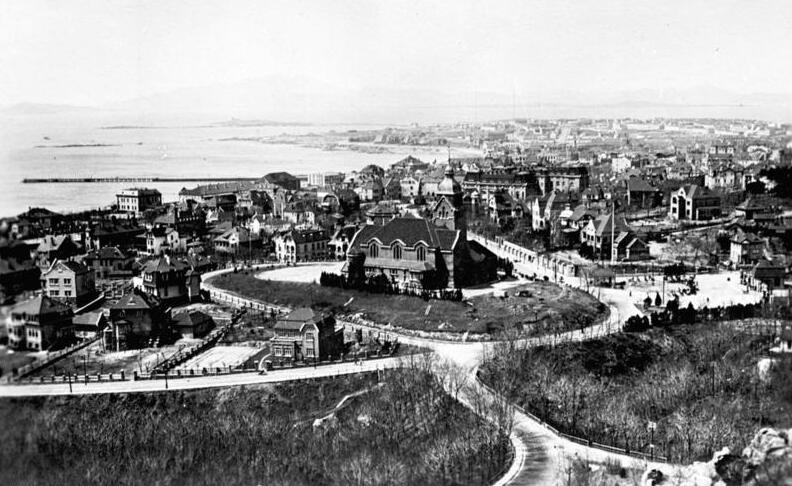
Tsingtao, vistes de la ciutat, abans de 1914

El 1891, el govern Qing va decidir crear una àrea de defensa contra possibles atacs navals. Així es va iniciar la construcció de la ciutat de Qingdao.

### Presència alemanya
La ciutat va passar a ser una concessió alemanya el 1897 (amb ocasió de la rebel·lió Boxer) i va esdevenir la principal base naval germànica a l'Orient. Per aquest motiu, tota la província de Shandong va tenir una forta influència alemanya. Després d'un atac naval britànic a la colònia, els japonesos van ocupar la ciutat el 1914, després que el Japó declarés la guerra a Alemanya durant la Primera Guerra Mundial.
El 1903 els alemanys van construir la Cerveseria Tsingtao (per als alemanys: Tsing Tau) (青岛 / 青岛 啤酒厂 píjiǔchǎng Qīngdǎo). El llegat arquitectònic alemany d'aquest període continua sent molt marcat en el paisatge urbà de la ciutat.
La ciutat conserva alguns edificis de l'arquitectura colonial alemanya amb l'estil de Baviera. La ciutat va ser cedida pels manxús a Alemanya per 99 anys el 1898. Però el Japó va prendre el control de la ciutat el 1914, fins que els xinesos, la van recuperar el 1922.
Reanomenada com Tsingtao el 1930, va esdevenir una zona d'administració especial. El Japó la va tornar a ocupar el 1938, fins al final de la Segona Guerra Mundial, quan la ciutat va esdevenir el quarter general de la Marina americana al Pacífic oriental. Finalment el 2 de juny de 1949, les tropes comunistes van ocupar la ciutat definitivament.

### L'obertura al món
Reinaugurada el 1984, Tsingtao ha esdevingut un port comercial important, la quarta més gran després de Shanghai, Mèxic i Tientsin. L'estratègia de desenvolupament de la ciutat promou instal·lacions d'investigació marina que es tradueix en una alta activitat en el sector de la pesca. És la capital de negocis de Shandong, on el capital estranger és molt important, especialment coreà, japonès i alemany.
Des de 2008 s'ha posat en marxa un nou projecte de desenvolupament urbà que pretén augmentar la importància del nou port de Qianwan, desenvolupant un nou parc tecnològic, i promocionant el turisme nàutic i de balnearis amb la introducció d'uns set o vuit ports esportius i platges acreditades.

### Mao Tse-tung, turista a Tsingtao
Mao Tse-tung, va escollir Tsingtao per les seves vacances d'estiu. Es pot visitar l'habitació de l'hotel (antic edifici d'estil bavarès), on va passar llargs períodes, aquest edifici havia estat la casa del Governador General alemany de la ciutat.

## Economia
El 2005, el PIB total va ser de 269,6 mil milions de iuans, i el PIB per capita 33.188 yuans.
Tsingtao és reconeguda mundialment per la seva marca de cervesa Tsingtao (Creada pels alemanys durant la colonització alemanya el 1903), és la més famosa a la Xina i s'exporta a tot el món. Una altra gran empresa establerta a Tsingtao és Haier, la tercera fabricant mundial d'electrodomèstics (refrigeradors, condicionadors d'aire, etc.).
Situat a les ribes del Mar Groc, la ciutat es va convertir recentment en un centre actiu d'esports nàutics. Aquí es van dur a terme els esdeveniments de vela dels Jocs Olímpics de 2008. També hi va haver al gener-febrer de 2009 una etapa de la Volvo Ocean Race (la cursa de la volta al món).
Sent un important port comercial, Tsingtao va florir amb les inversions estrangeres i amb el comerç internacional. Corea del Sud i Japó han realitzat importants inversions a la ciutat. Almenys 60.000 coreans habiten a Qingdao.
Quant a la indústria primària, Tsingtao té uns 200 km² de terra cultivable. A més, té un nombre important de recursos pesquers, així com minerals.
Una altra empresa important instal·lada a Tsingtao és la fàbrica de guitarres Epiphone.

## Persones il·lustres
- Toshirō Mifune, (1920 - 1997) actor fill de missioners japonesos. Es va allistar amb l'exèrcit japonès en la segona guerra mundial.
- Chen Hao, 1979: actriu i model

## Llocs d'interès turístic

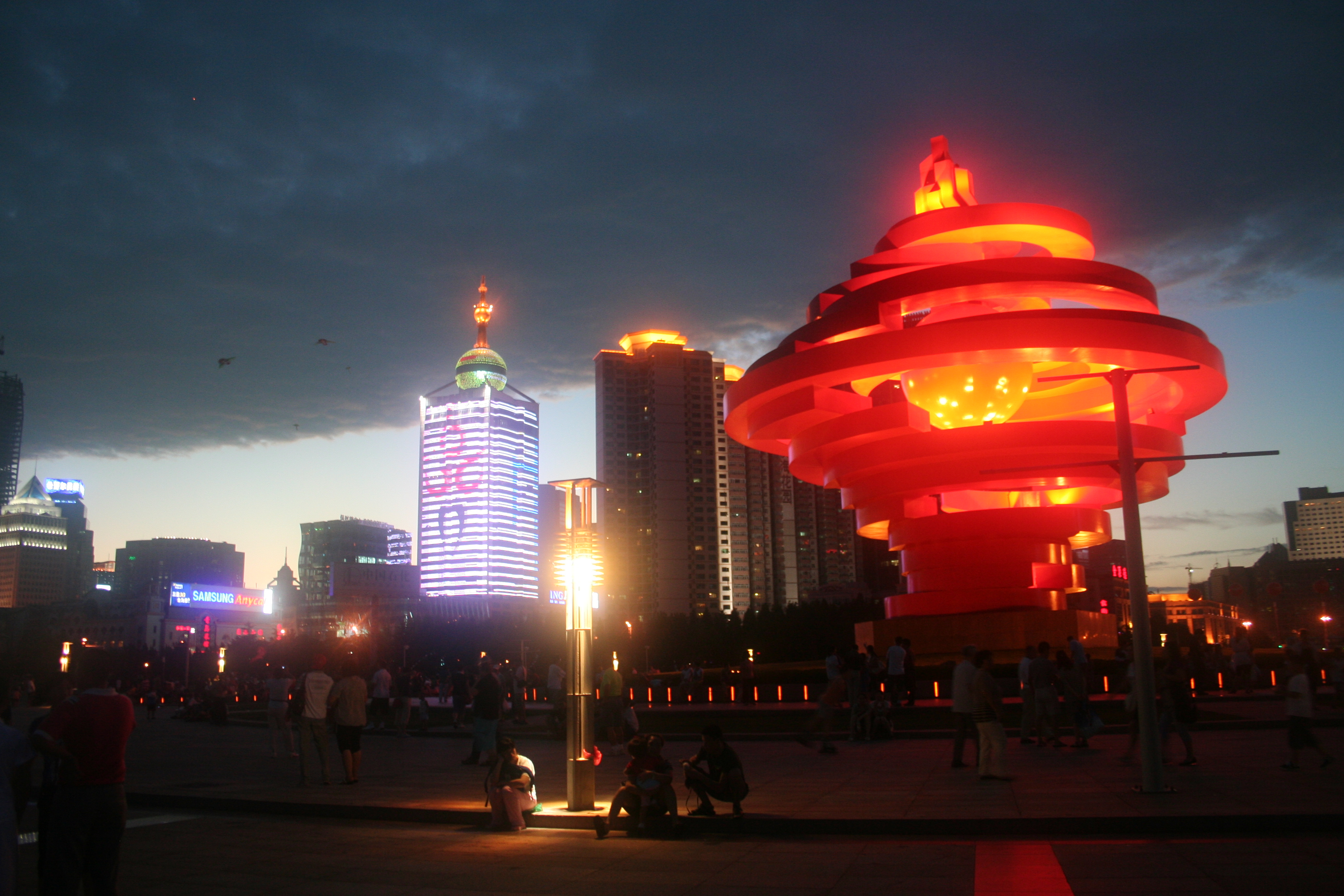
Plaça Quatre de Maig al vespre

- El santuari de Lao Shan, a 40 km de Tsingtao, a la Muntanya de Laoshan: considerada sagrada i un constant centre de peregrinació taoista.
- Temple Zhanshan, un temple budista situat a la ciutat.
- La Catedral de Sant Miquel: dissenyada pels alemanys en un estil gòtic-romànic, es va acabar de construir el 1934.
- Plaza del Quatre de Maig, un plaça al costat del mar,
- Ba Da Guan: nom que rep la zona de la ciutat antigament colonitzada pels alemanys. La zona està composta per vuit carrers en els quals es poden veure edificis d'estil europeu construïts durant el període alemany.
- Parc Zhong Shan, parc famós per la seva vida nocturna i els animals.
- El moll Zhan (Zhan Qiao), en el qual està inspirat el logotip de la cervesa Tsingtao.
- La fàbrica de la famosa cervesa Tsingtao

## Els principals edificis de la Ciutat Vella

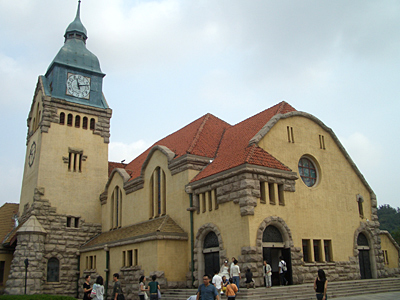
"Església Nova", la foto d'octubre de 2009.
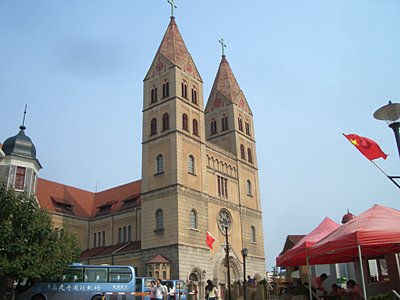
Església Catòlica de Tsingtao.
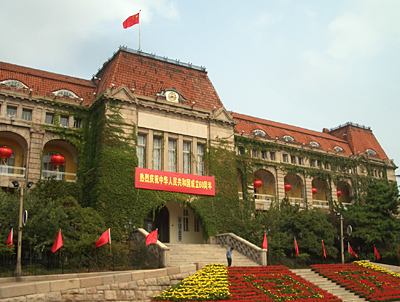
Antiga seu administrativa alemanya.
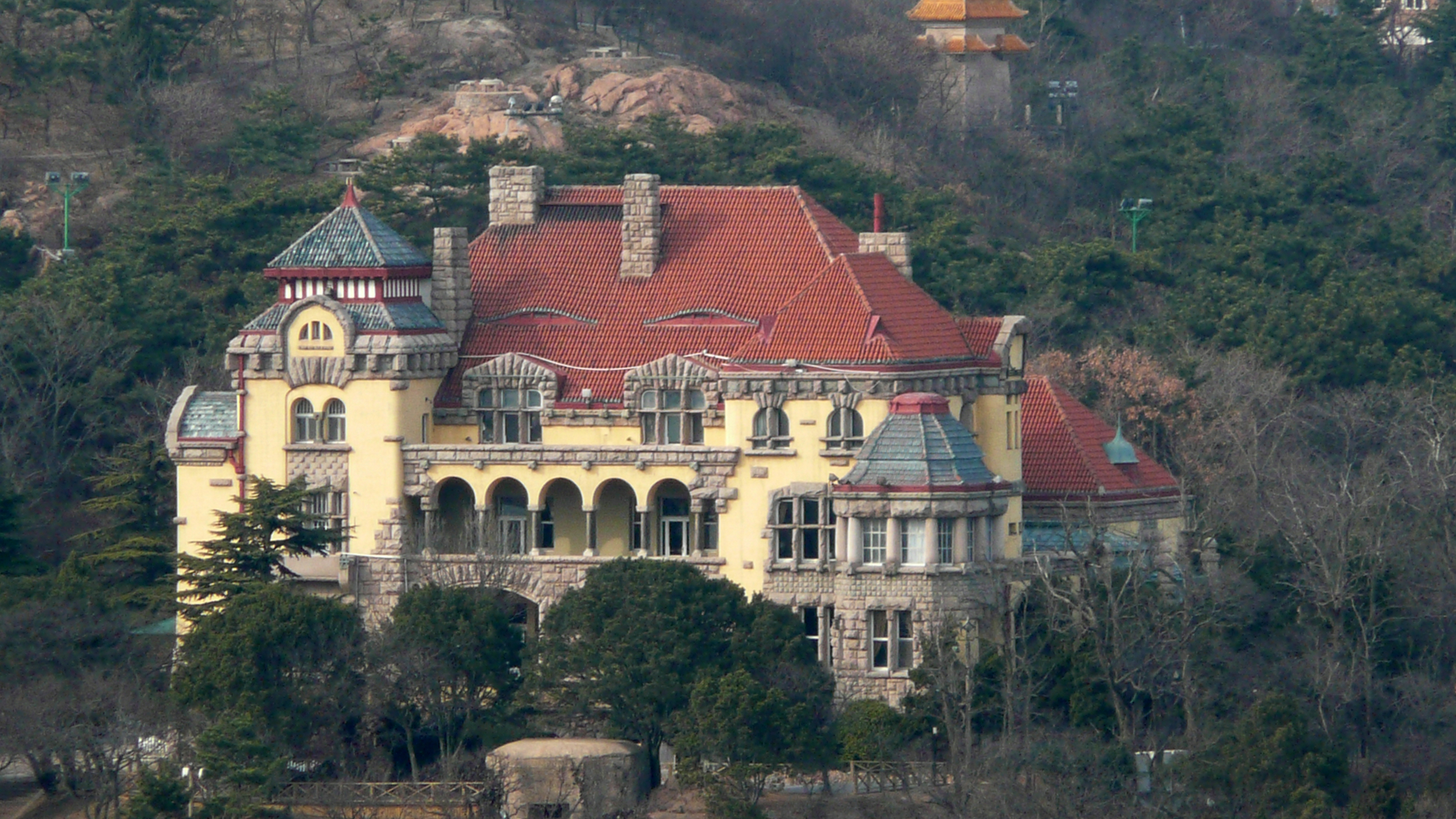
Antiga residència del governador alemany a Tsingtao.
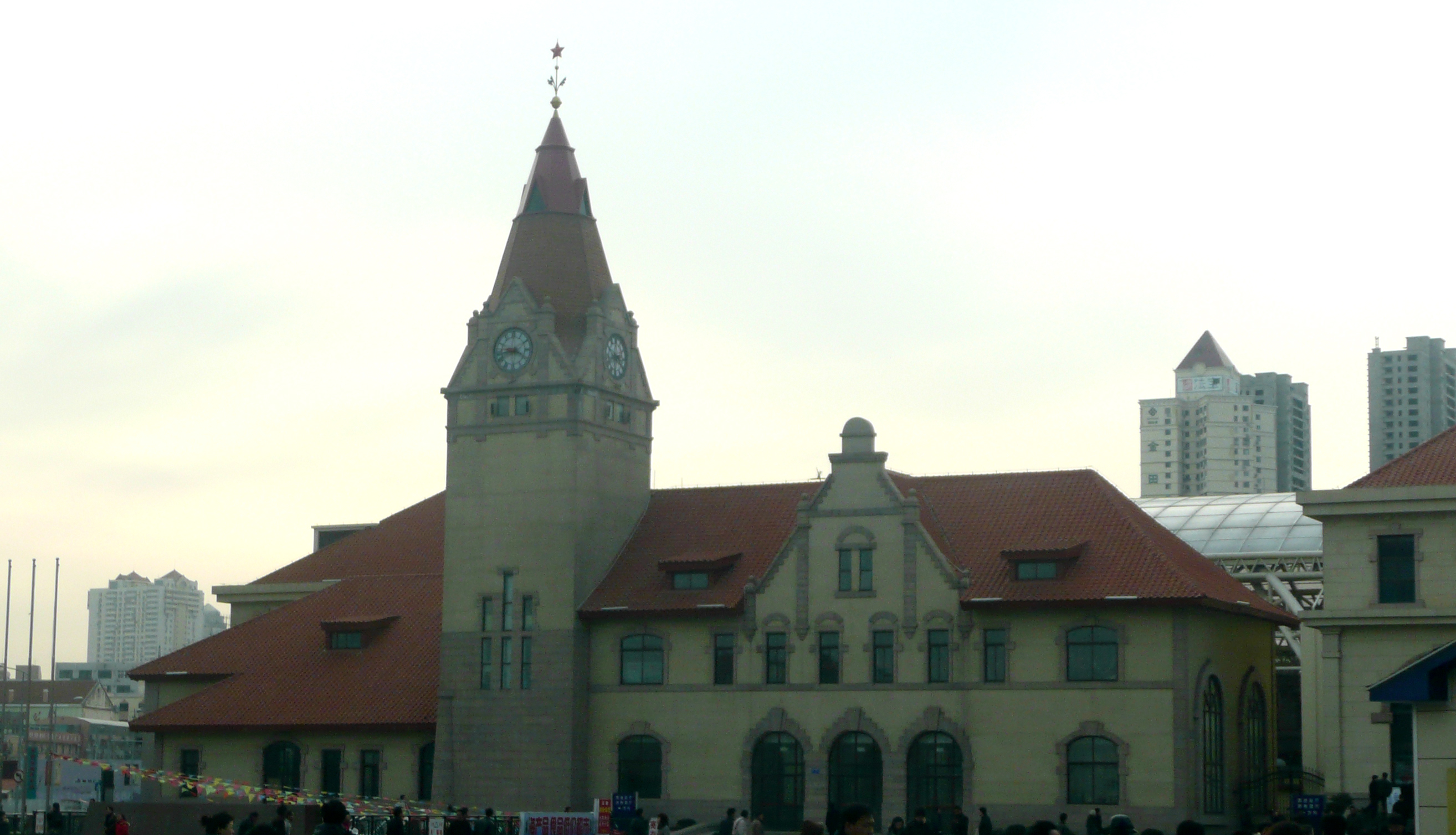
L'antiga estació de Tsingtao.
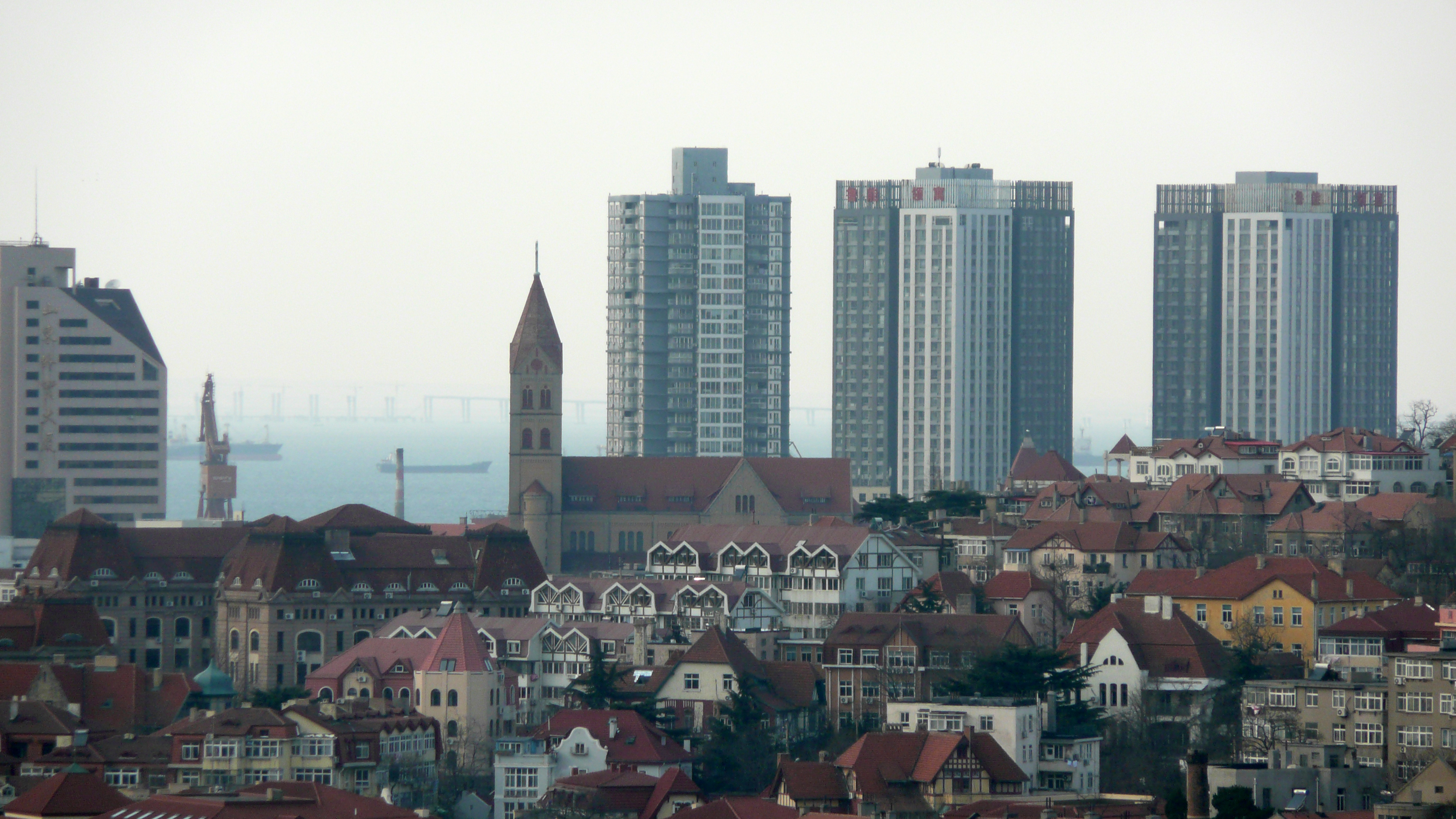
Vista de la Ciutat Vella de Tsingtao.

## Ciutats agermanades
| - Shimonoseki (Japó, 1979) - Long Beach (EUA, 1985) - Acapulco (Mèxic, 1985) - Odessa (Ucraïna, 1993) - Daegu (Corea, 1993) - Nes Tzijona (Israel, 1997) - Velsen (Països Baixos, 1998) - Southampton (RU, 1998) - Puerto Montt (Xile, 1999) | - Galway (Irlanda, 1999) - Montevideo (Uruguai, 2004) - Klaipeda (Lituània, 2004) - Bilbao (País Basc, 2004) - Nantes (França, 2005) - Miami (EUA, 2005) - Brest (França, 2006) - Sant Petersburg (Rússia, 2007) - Regensburg (Alemanya, 2009) |

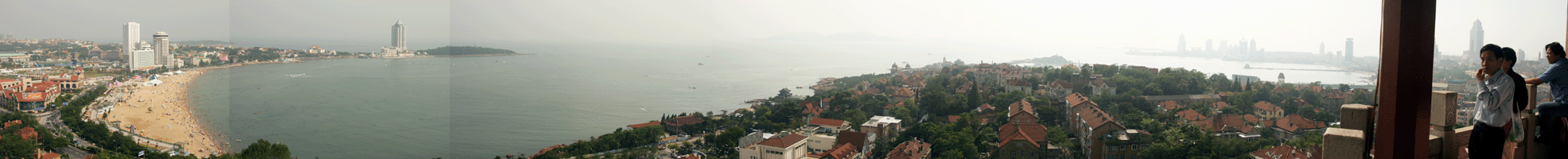
Panorama de la ciutat de Tsingtao des de Xiaoyu Shan.